# Hochwasser im Harz und Harzvorland (2017)

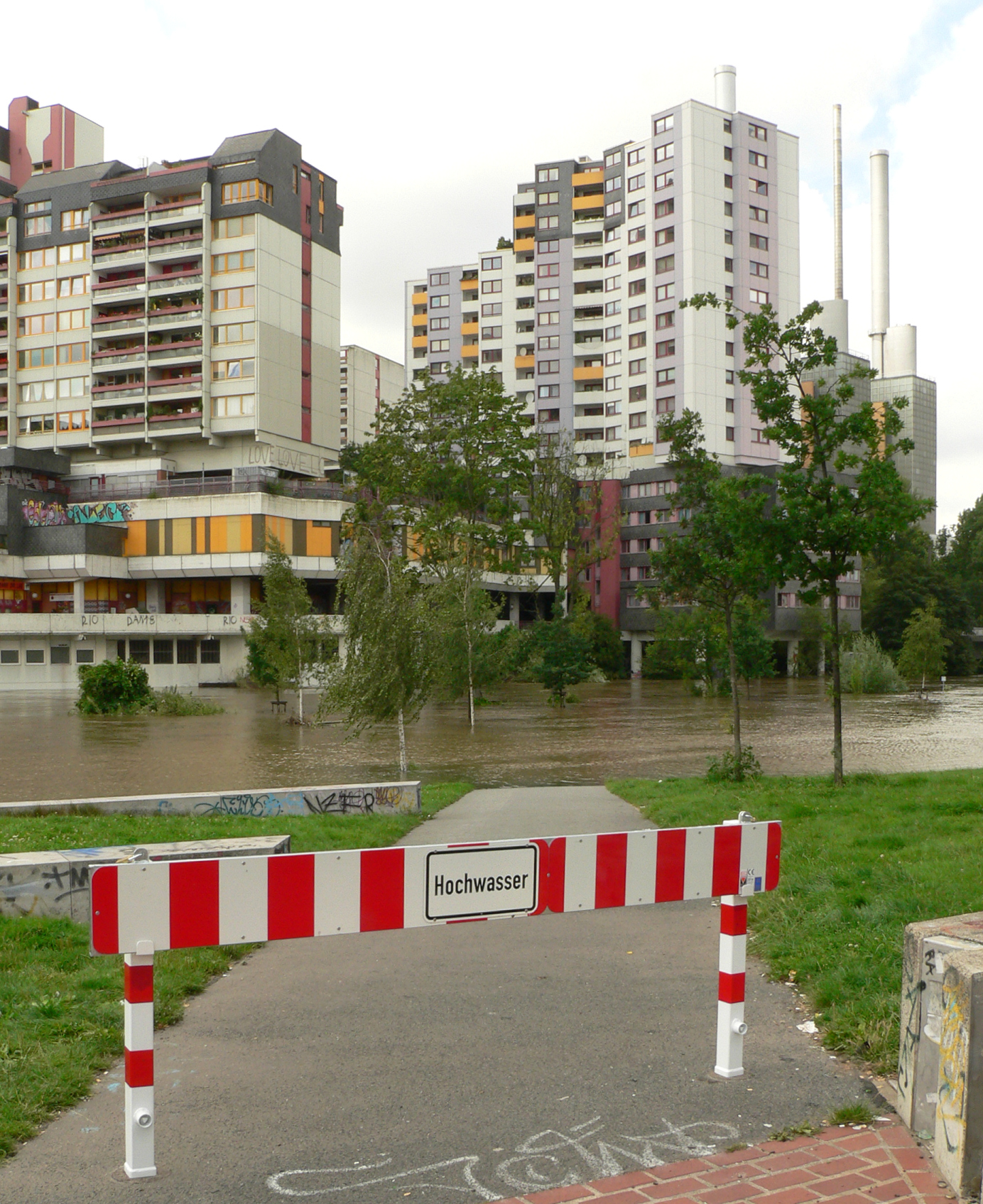
Wegen Hochwassers gesperrter Weg an der Ihme in Hannover, Juli 2017

Das Hochwasser im Harz und Harzvorland von Ende Juli 2017 wurde durch tagelange Regenfälle des Tiefdruckgebietes „Alfred“ verursacht, die im südlichen Niedersachsen, über Teilen Hessens und Thüringens bis nach Nordbayern niedergingen. Die stärksten Niederschläge waren im Harz mit stellenweise über 300 l/m² zu verzeichnen. In der Folge des Dauerregens traten Bäche und Flüsse in Niedersachsen, Thüringen sowie Sachsen-Anhalt über die Ufer und überschwemmten Ortschaften.

## Wetterlage
Deutschlandweit war das letzte Monatsdrittel des Juli 2017 von Tiefdruckgebieten geprägt. Im Schnitt gab es rund 130 Liter Niederschlag pro Quadratmeter bei einem Soll von 78 l/m². Der Monat gehört zu den zehn niederschlagsreichsten Julimonaten seit Messbeginn 1881.
Besonders starke Niederschläge brachte das Tief „Alfred“, das der Standard-Großwetterlage „Tief Mitteleuropa“ entsprach. Es verlagerte sich vom südlichen Polen langsam nach Norden und brachte vom 24. bis zum 26. Juli 2017 im südlichen Niedersachsen und in Thüringen Dauerregen. Der Kern des Niederschlagsgebietes lag im Harz bei Goslar und Bad Harzburg. An der Eckertalsperre im Harz fielen zwischen dem 24. und 26. Juli 306 l/m² Regen; im Harzvorland waren es stellenweise über 150 l/m².

## Folgen und Auswirkungen

### Niedersachsen

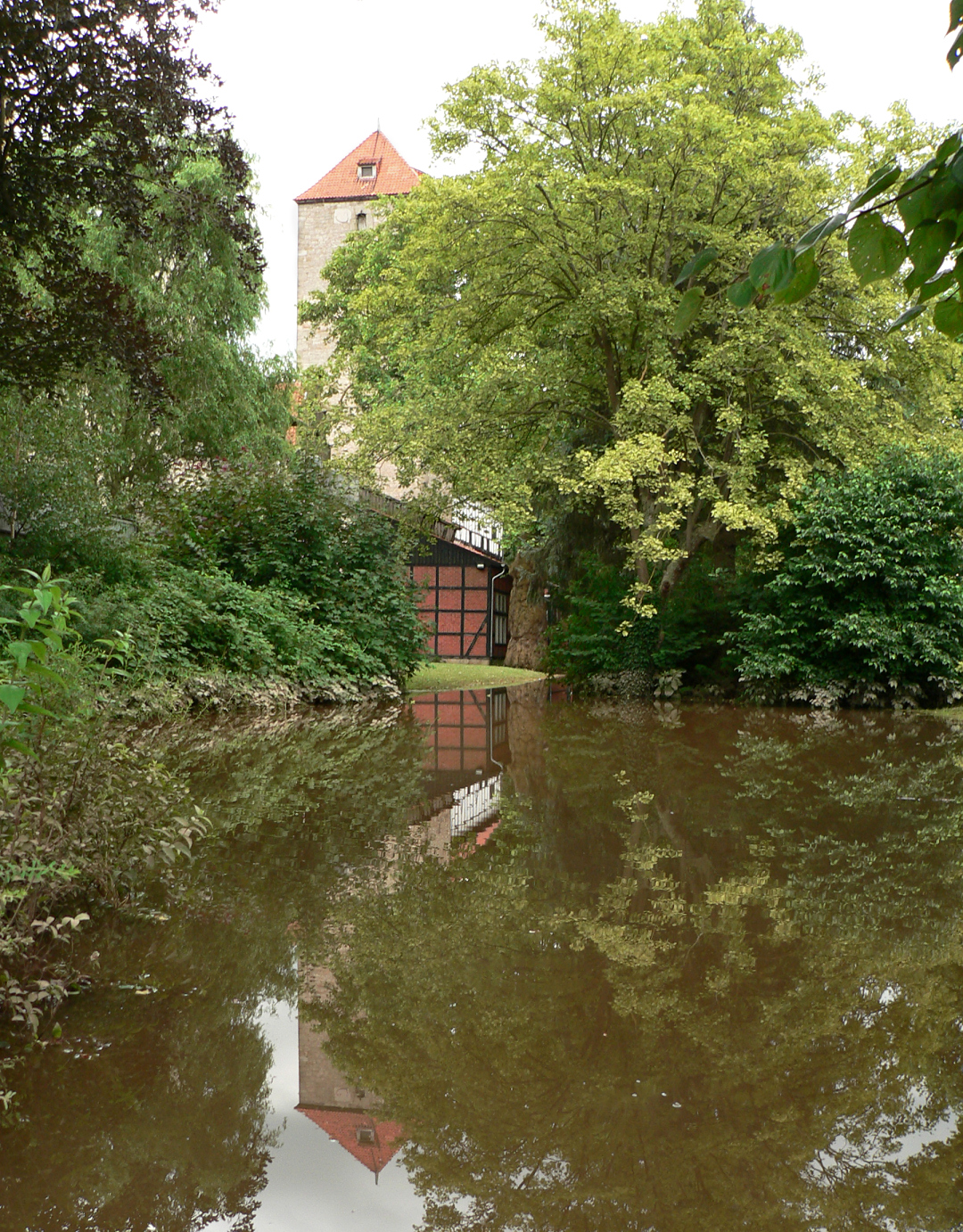
Hochwasser der Innerste an der Marienburg

Die hohen Niederschlagsmengen führten in mehreren Landkreisen im südlichen Niedersachsen zu erheblichen Hochwasserauswirkungen. Es kam zu Schäden an privaten Gebäuden, an der öffentlichen Infrastruktur und auf landwirtschaftlichen Produktionsflächen. Stark betroffen waren der Harz und die Region Hannover sowie südlich davon gelegene Gegenden, wie das Gebiet um Hildesheim. Hochwasser trat vor allem an den Flüssen Leine, Oker, Ilse, Radau und Innerste auf. An mehreren Pegelstellen gab es Rekordwasserstände und an einzelnen Stellen an der Oker und der Nette Jahrhunderthochwasser (HQ100 und HQ200). Der Wasserstand der Innerste stieg bei Hildesheim von 2,5 Meter auf rund 7 Meter und erreichte Pegelstände, die seit 1946 nicht mehr zu verzeichnen waren. An der Marienburg, die von der Universität Hildesheim genutzt wird, verursachte Hochwasser der Innerste Schäden in Millionenhöhe.
Im Landkreis Goslar wurde Katastrophenalarm ausgelöst und in Goslar überflutete der Bach Abzucht den historischen Marktplatz. Laut Oberbürgermeister Oliver Junk habe die Stadt „eine solch dramatische Hochwasserlage seit 70, 80 Jahren nicht erlebt“. Zahlreiche Straßen im Harz oberhalb Goslar wurden gesperrt, der Ortsteil von Clausthal-Zellerfeld Oberschulenberg vorübergehend evakuiert.
Hochwasserschäden führten im Bahnverkehr zur Sperrung von mehreren Regionalverbindungen in den Räumen Braunschweig, Uelzen, Gifhorn, Hildesheim, Salzgitter, Wolfenbüttel und Bad Harzburg.
In Niedersachsen waren laut dem Niedersächsischen Innenministeriums über 3400 Helfer im Einsatz, die unter anderem tausende Sandsäcke verbauten. Das Land Niedersachsen stellte Hochwassergeschädigten für sofortige Hilfsmaßnahmen 50 Millionen Euro zur Verfügung.

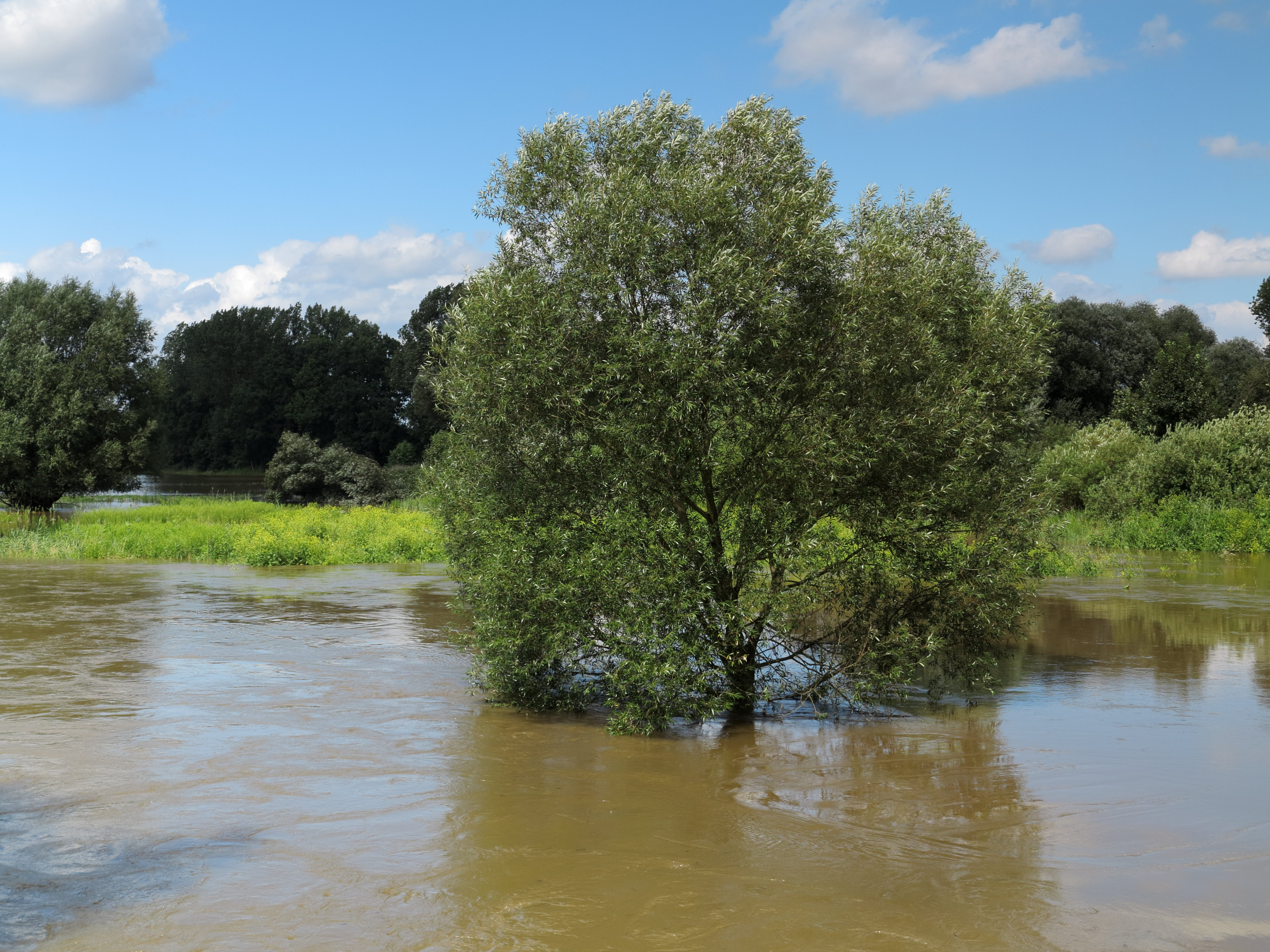
Hochwasser in der Braunschweiger Okeraue
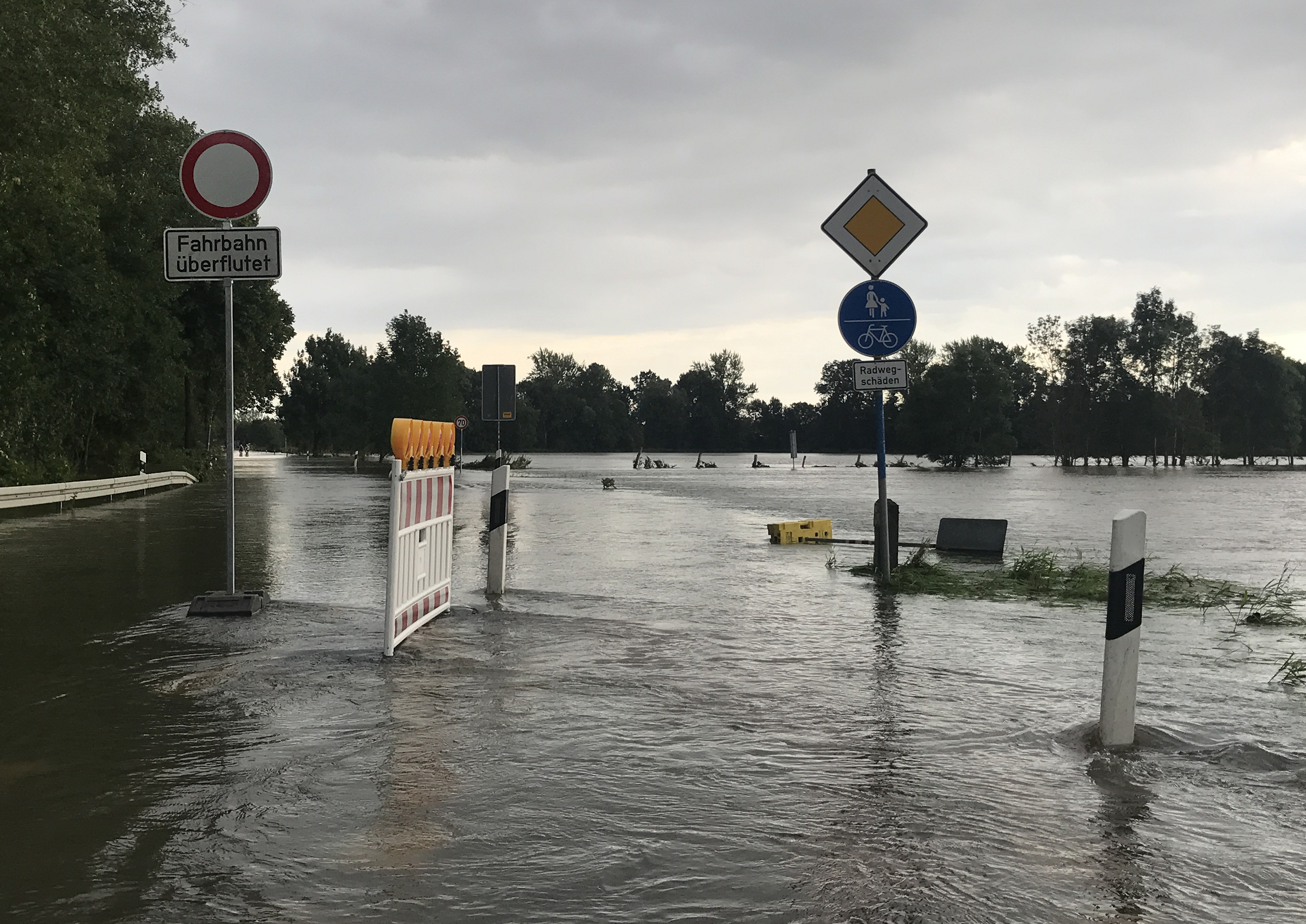
Überflutete Straße an der Leine bei Hemmingen
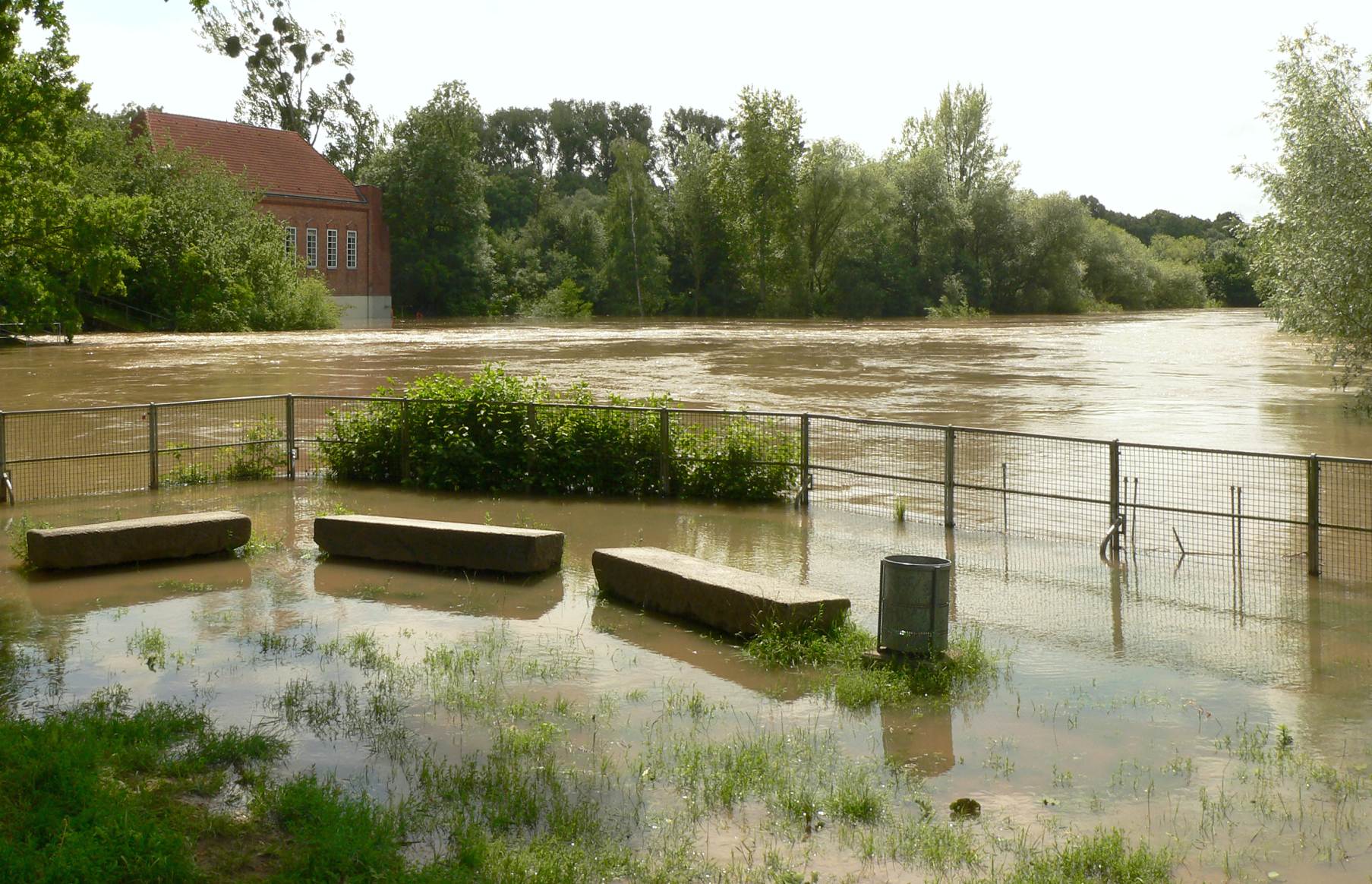
Hochwasser am Schnellen Graben in Hannover

### Sachsen-Anhalt

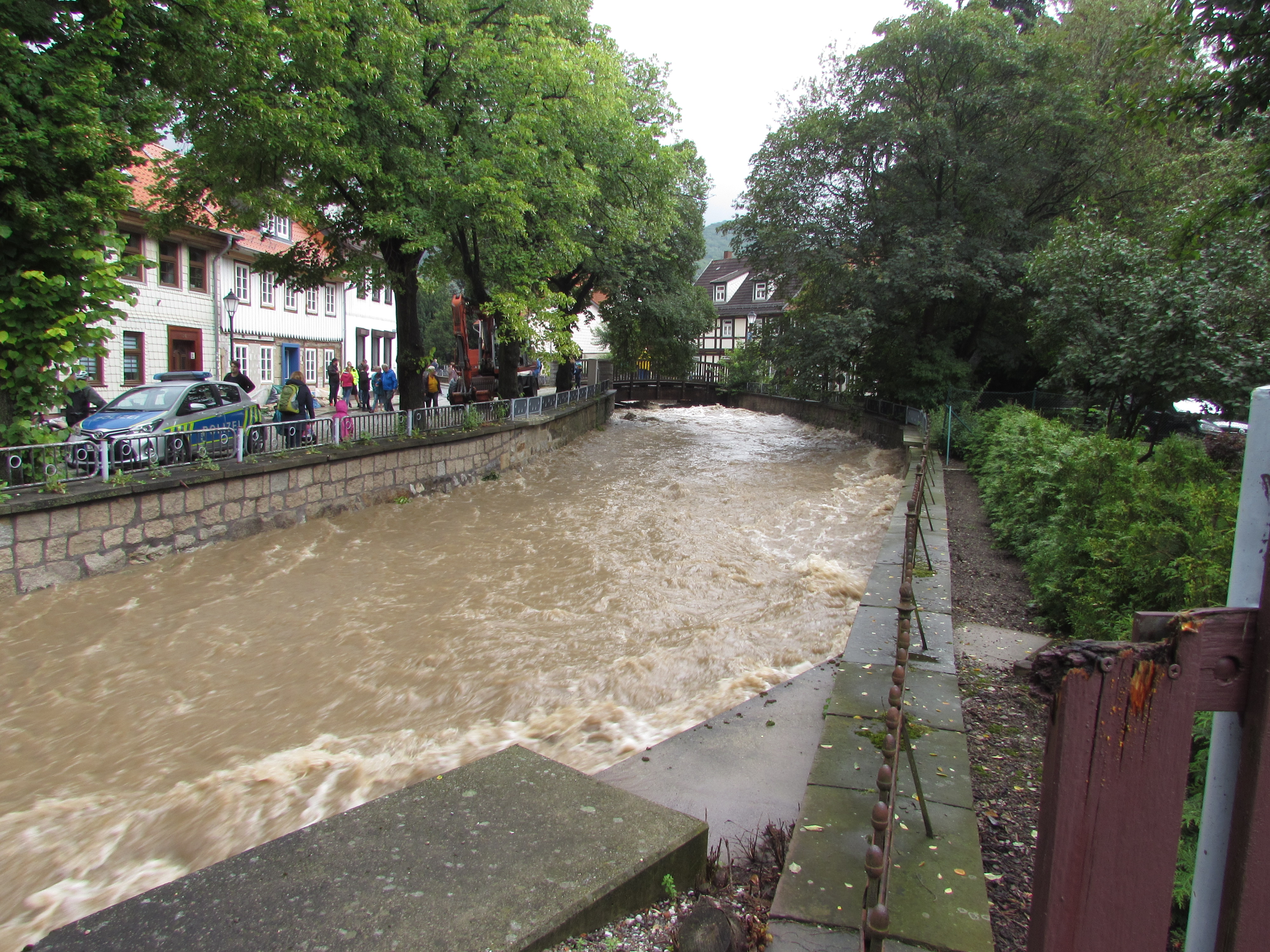
Hochwasser des Zillierbaches in Wernigerode

Wegen des Dauerregens stiegen die Wasserstände einiger Flüsse in Sachsen-Anhalt stark an. Für die im Harz entspringende Holtemme galt stellenweise die Warnstufe 4 als höchste Hochwasserwarnstufe. In Wernigerodes Ortsteil Silstedt gab es einen Dammbruch an der Holtemme, deren Wasser in den Ort floss. Nachdem das Wasser bis zu einem Meter hoch in den Straßen stand, wurden Anwohner mit Schlauchbooten evakuiert. In Wernigerode starb eine 69-jährige Frau, die laut Anwohnern in die Holtemme gestürzt war.

### Thüringen
Für Thüringen rief der Deutsche Wetterdienst die höchste Unwetterwarnstufe aus. Hier fiel mit 165 l/m² deutschlandweit der meiste Regen. Die Wasserstände der Flüsse waren aber nicht dramatisch gestiegen. Von Überflutungen waren vor allem Gebiete in Nordthüringen, aber ebenso die Städte Suhl und Erfurt betroffen.

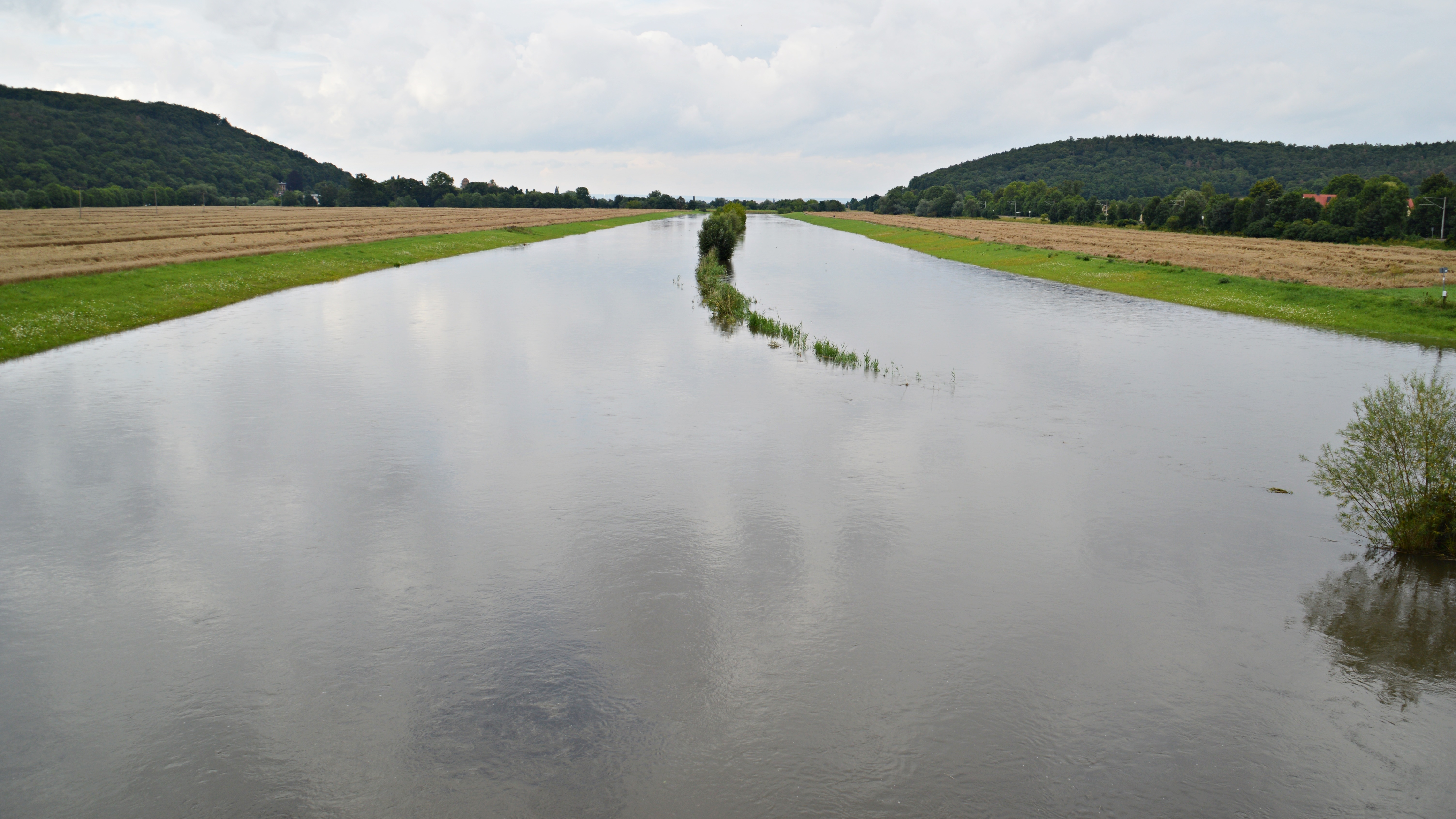
Hochwasser der Unstrut an der Thüringer Pforte
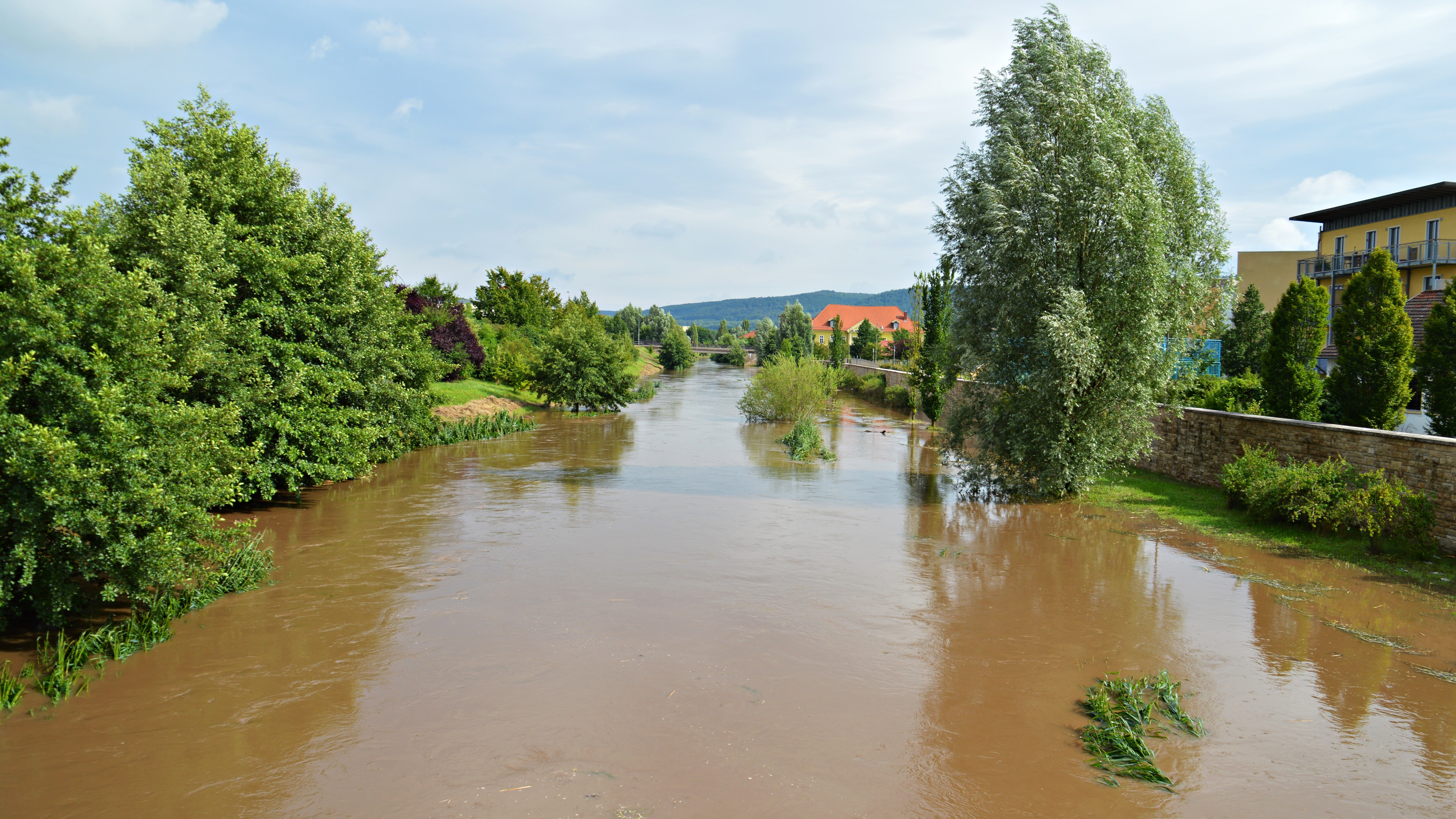
Hochwasser der Wipper in Sondershausen